# Последната дума
„Последната дума“ е български игрален филм (драма) от 1973 година на режисьора Бинка Желязкова по неин сценарий. Оператор е Борис Янакиев. Художник – Захари Савов. Музиката във филма е композирана от Симеон Пиронков.
Песента „Носете си новите дрехи, момчета“ е по музика на Юри Ступел и текст на Стефан Цанев. Изпълнява я Иван Цачев с ВИГ „Нестинари“.
Рисунките в килията са на Лика Янко.
Филмът е в официалната състезателна селекция на фестивала в Кан за 1974 година.

## Актьорски състав
- Цветана Манева – учителката
- Доротея Тончева – студентката
- Белла Цонева – Яна
- Анета Петровска – Черната Мария
- Яна Гирова – Аба
- Емилия Радева – шивачката
- Леда Тасева – Вера Стоянова
- Николай Бинев – следователят
- Ицхак Финци – свещеникът
- Никола Тодев – стражарят

В епизодите:
- Катя Динева
- Милка Попангелова
- Кина Мутафова
- Стоян Гъдев
- Филип Трифонов – студентът
- Светла Стоева
- Пепо Габровски
- Соня Александрова
- Мария Статулова – ученичка
- Златина Тодева
- Вихра Котова
- Анна Пенчева
- Цветана Енева
- Томаица Петева
- Вера Ковачева
- Елена Мирчовска – ученичка (не е посочена в надписите на филма)
- Иван Обретенов – полицай (не е посочен в надписите на филма)

## Награди
- Голямата награда „Фемина“ на Бинка Желязкова (Брюксел, Белгия, 1976).
- Първа награда (Варна, 1973).
- Наградата за операторска работа (Варна, 1973).